# Сёо (Эдо)
Сёо или Дзёо (яп. 承応 сё:о:, получение ответов) — девиз правления (нэнго) японских императоров Го-Комё и Го-Сая, использовавшийся с 1652 по 1655 год.

## Продолжительность
Начало и конец эры:
- 18-й день 9-й луны 5-го года Кэйан (по григорианскому календарю — 20 октября 1652);
- 13-й день 4-й луны 4-го года Сёо (по григорианскому календарю — 18 мая 1655).

## Происхождение
Название нэнго было заимствовано из следующего отрывка из 17-го цзюаня древнекитайского сочинения «История Династии Цзинь» (кит. трад. 晉書, упр. 晋书, пиньинь Jìn shū, палл. Цзинь Шу):

«Вслед за участью, постигшей династии Ся и Шан, пришло время семьи Чжоу»
Оригинальный текст (кит.)夏殷承運、周氏応期

## События
- 1653 год (2-й год Сёо) — для подённых рабочих были введены специальные лицензии[7];
- 3 октября 1653 года (12-й день 8-й луны 2-го года Сёо) — сильный пожар уничтожил большую часть императорского дворца и множество близлежащих храмов. Вскоре после этого за поджог были заключены в тюрьму несколько девочек в возрасте 12-14 лет, виновные в этом и других пожарах в Хэйан-кё[8];
- 18 августа 1654 года (6-й день 7-й луны 3-го года Сёо) — в Нагасаки прибыл известный китайский священник Инген с целью реформировать буддизм в Японии[8];
- 30 октября 1654 года (20-й день 9-й луны 3-го года Сёо) — от оспы скончался император Го-Комё; его похороны прошли в храме Сэнъюдзи (яп. 泉涌寺) в 15-й день 10-й луны[9];
- 1655 год (4-й год Сёо) — Магистрат по делам религий издал «Уложение для синтоистских священников» (Сёся нэги каннуси хатто)[10];

## Сравнительная таблица
Ниже представлена таблица соответствия японского традиционного и европейского летосчисления. В скобках к номеру года японской эры указано название соответствующего года из 60-летнего цикла китайской системы гань-чжи. Японские месяцы традиционно названы лунами.
| 1-й год Сёо (Водяной Дракон)    | 1-я луна*       | 2-я луна   | 3-я луна* | 4-я луна* | 5-я луна  | 6-я луна* | 7-я луна                | 8-я луна    | 9-я луна*   | 10-я луна  | 11-я луна | 12-я луна*    |                |
| ------------------------------- | --------------- | ---------- | --------- | --------- | --------- | --------- | ----------------------- | ----------- | ----------- | ---------- | --------- | ------------- | -------------- |
| Григорианский календарь         | 10 февраля 1652 | 10 марта   | 9 апреля  | 8 мая     | 6 июня    | 6 июля    | 4 августа               | 3 сентября  | 3 октября   | 1 ноября   | 1 декабря | 31 декабря    |                |
| Юлианский календарь             | 31 января 1652  | 29 февраля | 30 марта  | 28 апреля | 27 мая    | 26 июня   | 25 июля                 | 24 августа  | 23 сентября | 22 октября | 21 ноября | 21 декабря    |                |
| 2-й год Сёо (Водяная Змея)      | 1-я луна        | 2-я луна*  | 3-я луна  | 4-я луна* | 5-я луна* | 6-я луна  | 6-я луна (високосная) * | 7-я луна    | 8-я луна    | 9-я луна*  | 10-я луна | 11-я луна     | 12-я луна*     |
| Григорианский календарь         | 29 января 1653  | 28 февраля | 29 марта  | 28 апреля | 27 мая    | 25 июня   | 25 июля                 | 23 августа  | 22 сентября | 22 октября | 20 ноября | 20 декабря    | 19 января 1654 |
| Юлианский календарь             | 19 января 1653  | 18 февраля | 19 марта  | 18 апреля | 17 мая    | 15 июня   | 15 июля                 | 13 августа  | 12 сентября | 12 октября | 10 ноября | 10 декабря    | 9 января 1654  |
| 3-й год Сёо (Деревянная Лошадь) | 1-я луна        | 2-я луна*  | 3-я луна  | 4-я луна* | 5-я луна* | 6-я луна  | 7-я луна*               | 8-я луна    | 9-я луна*   | 10-я луна  | 11-я луна | 12-я луна     |                |
| Григорианский календарь         | 17 февраля 1654 | 19 марта   | 17 апреля | 17 мая    | 15 июня   | 14 июля   | 13 августа              | 11 сентября | 11 октября  | 9 ноября   | 9 декабря | 8 января 1655 |                |
| Юлианский календарь             | 7 февраля 1654  | 9 марта    | 7 апреля  | 7 мая     | 5 июня    | 4 июля    | 3 августа               | 1 сентября  | 1 октября   | 30 октября | 29 ноября | 29 декабря    |                |
| 4-й год Сёо (Деревянная Коза)   | 1-я луна*       | 2-я луна   | 3-я луна* | 4-я луна  | 5-я луна* | 6-я луна* | 7-я луна*               | 8-я луна    | 9-я луна*   | 10-я луна  | 11-я луна | 12-я луна     |                |
| Григорианский календарь         | 7 февраля 1655  | 8 марта    | 7 апреля  | 6 мая     | 5 июня    | 4 июля    | 2 августа               | 31 августа  | 30 сентября | 29 октября | 28 ноября | 28 декабря    |                |
| Юлианский календарь             | 28 января 1655  | 26 февраля | 28 марта  | 26 апреля | 26 мая    | 24 июня   | 23 июля                 | 21 августа  | 20 сентября | 19 октября | 18 ноября | 18 декабря    |                |

* звёздочкой отмечены короткие месяцы (луны) продолжительностью 29 дней. Остальные месяцы длятся 30 дней.